# Do Not Split
Do Not Split ist ein norwegisch-US-amerikanischer Dokumentar-Kurzfilm von Anders Sømme Hammer aus dem Jahr 2020. Der Film behandelt die Proteste in Hongkong 2019/2020.

## Inhalt
In dem 35-minütigen Film werden Originalaufnahmen an Schlüsselpunkten der Hongkonger Proteste gegen das geplante Gesetz über flüchtige Straftäter und Rechtshilfe in Strafsachen gezeigt. Er setzt mit einem Anschlag auf die Bank of China am 4. Oktober 2019 ein, bei dem die Protestierenden eher planlos vorgehen und in der Lobby ein kleines Feuer anzünden. Anschließend wird ein großer Polizeieinsatz gegen Protestierende am 6. September 2019 gezeigt. Im gesamten Film kommen einzelne Aktivisten zu Wort.
Es wird auch dokumentiert, wie ein unbeteiligter Zivilist von der Polizei verletzt wird und ein Jugendlicher in einem Einkaufszentrum abgeführt wird. Weitere Eckpunkte sind eine Pro-China-Demonstration im September 2019 und die Besetzung der Polytechnischen Universität Hongkong sowie der Chinesischen Universität Hongkong.
Anders Hammer entschied sich bewusst dafür, den Film aus einer Straßenperspektive zu filmen. Die Aufnahmen, die er als Kameramann einfing, entstanden direkt vor Ort, teilweise während die Polizei vorrückte. So folgte er bei einer Einstellung Protestierenden bis aufs Dach, wo sie sich vor den Polizeitruppen versteckten. Die Techniken, die er verwendete, hatte er sich bei Auslandsberichten über Konflikte in Irak, Afghanistan und Syrien angeeignet. Beim Filmen erlitt er lediglich eine blutige Nase.

## Hintergrund
Der Film wurde von Field of Vision produziert. Er wurde erstmals in einer 20-minütigen Version auf dem Sundance Film Festival 2020 im Januar veröffentlicht, wo er als Bester Kurzfilm nominiert war. Die 35-minütige Endfassung mit Ergänzungen bis Juli 2020 hatte seine Premiere auf dem DOC NY Festival im Herbst 2020. Es folgten weitere Festivalauftritte.

## Rezeption
Do Not Split wurde bei der Oscarverleihung 2021 als Bester Dokumentar-Kurzfilm nominiert. Im Anschluss verbot die chinesische Regierung eine Live-Übertragung der Veranstaltung und bat chinesische Medien, die Verleihung in ihrer Bedeutung herunterzuspielen. Für Field of Visions ist es die dritte Oscar-Nominierung.
Bei den AFI Docs war er für den Jurypreis nominiert und erhielt eine lobende Erwähnung.